# Сиренко, Владимир Михайлович
Владимир Михайлович Сиренко (род. 1940) — русский и советский писатель-фантаст, журналист и редактор. Кандидат исторических наук.

## Биография
Окончил Ленинградский госуниверситет. Кандидат исторических наук.
Работал в прокуратуре, на радио, в Агентстве печати «Новости». Был главным редактором журнала «Человек и закон».
Автор цикла политических и детективно-приключенческих романов и повестей. Ему принадлежит несколько произведений в жанре фантастики.
Пишет в соавторстве со своею женой Ларисой Владимировной Захаровой.

## Избранная библиография
- «Покер у моря»,
- «Плиозавр-45» (1985),
- «Приказано внедриться»,
- «Охота в зимний сезон»
- «Внедрен, действует»,
- «Операция „Святой“»,
- «„Пинки-инки“ в стиле диско»,
- «Браслет иранской бирюзы»,
- «Сиамские близнецы»,
- «Похищение в Дюнкерке»,
- «Год дракона»,
- «Петля для полковника»,
- «Три сонета Шекспира»
- «Планета звезды Эпсилон» (1984)